# 伊维察·茹里奇
伊维察·茹里奇（1965年1月9日—），生于希贝尼克，克罗地亚男子篮球运动员。他曾代表克罗地亚国家队参加1994年国际篮联世界锦标赛，获得一枚铜牌。